# 阴阳历
阴阳合历，又稱太陰太陽曆，是許多文化採用的曆法，其日期採朔望月以指示月球的相位，年則與太陽相關，利用天文學觀察兼顧月相週期和太陽週期運動所安排，且一年的月數必須是整數。
採用陰陽合曆的主要目的是配合季節，因此需要安排閏月來調整，大多數年份有12個朔望月，閏年就會有13個月。連續十九年為一章，其中安置七個閏月置閏，使曆年的平均值大約與「地球公轉一年」相當（大多採用回歸年定義，也有採用恆星年定義者）。構成陰陽合曆的曆年連續19年一套可名為陰陽章曆，四章連續一套為一蔀（詳見史記曆書），可名為陰陽蔀曆。俗稱農民曆的夏曆就是陰陽合曆之一種。陰陽合曆制中單一一曆年，其月數、日數不定。

## 含義
純「陽曆」是指曆法中只保證一年的時間與地球繞日運行周期基本一致，不考慮月份，例如華夏24節氣；純「陰曆」是指曆法中只保證一個月的時間與月亮運行周期基本一致，不考慮年長；而陰陽曆則既保證“多年的平均值”與地球繞日周期的一致，又保證“月”與月亮周期的一致。以華夏曆法為例，大小月分別為30日和29日，平均每月為29.53日，與月亮運行周期一致（參見朔望月）；平年約354日，閏年約384日，每十九年平均為365.247日，與地球繞日運行周期一致（參見回歸年）。

## 例子
希伯來曆、佛曆、印度历法、庫德曆、孟加拉曆、藏曆，還有傳統的中國農曆、日本和曆、越南曆、蒙古曆，再加上古代希臘（參見默冬章）、科利尼、和巴比倫曆都是陰陽曆。也有些在南阿拉伯的古老前伊斯蘭曆是陰陽曆的系統。中國、科利尼和希伯來的陰陽曆或多或少的是追隨著回歸年；而佛曆和印度曆追隨的是恆星年。因此，前三種曆法有季節的想法在內，而後二者則以某個滿月所在的星座來定年，藏曆則受到中國和印度曆的影響。現代學者发现在皈依基督教之前日耳曼民族也使用陰陽合曆。

## 全阳历与阴历
伊斯蘭曆的日期與太陽無關，所以是陰曆，而不是陰陽曆。民用版的儒略曆和格里曆都是陽曆，因為它們的日期與月相無關。

## 閏月的推定
當要確認是否要插入閏月時，一些曆法依賴直接的觀察，一些則比較太陽和月球的黃經度數。夏威夷人則是觀察特定的幾顆恆星和月球的關係。
另一方面，計算的陰陽曆，要累積幾個月才需要插入閏月是有一個固定規則。要建構如此一個曆法原則，回歸年的長度除以朔望月的平均長度是： 
12.368266……
轉此個十進位值為連分數的最佳近似值為（[12; 2, 1, 2, 1, 1, 17, ...]），所以在下面的清單中列出了朔望月在分子，回歸年在分母的整數的比值： 
| 12 ÷   | 1 =   | 12         | = [12]                    | （誤差 = | −0.368266… 朔望月/年） |
| 25 ÷   | 2 =   | 12.5       | = [12; 2]                 | （誤差 = | 0.131734… 朔望月/年）  |
| 37 ÷   | 3 =   | 12.333333… | = [12; 2, 1]              | （誤差 = | −0.034933… 朔望月/年） |
| 99 ÷   | 8 =   | 12.375     | = [12; 2, 1, 2]           | （誤差 = | 0.006734… 朔望月/年）  |
| 136 ÷  | 11 =  | 12.363636… | = [12; 2, 1, 2, 1]        | （誤差 = | −0.004630… 朔望月/年） |
| 235 ÷  | 19 =  | 12.368421… | = [12; 2, 1, 2, 1, 1]     | （誤差 = | 0.000155… 朔望月/年）  |
| 4131 ÷ | 334 = | 12.368263… | = [12; 2, 1, 2, 1, 1, 17] | （誤差 = | −0.000003… 朔望月/年） |

注意：沒有計算的曆法的年平均長度正好等於真實回歸年的長度。使用不同的曆法有不同的年平均長度和平均的每月長度，所以曆法的月和月球朔望月之間的差距並不等於上面給出的值。
8年的循環（99個朔望月，包括99 - 8 × 12 = 3個閏月）是古雅典曆法使用的八年法（Octaeteris）。8年的週期也曾在第三世紀初在羅馬用來計算復活節（或舊的計算法）。
19年的循環（235過朔望月，包括235 - 19 × 12 = 7個閏月）是算數的陰陽曆，也是經典的默冬章。它結合了8年和11年的週期，使誤差逼近於1⁄19，這個循環可以截斷為11年（跳過包括3個閏月的8年），之後又可以恢復為19年的巡環。默冬章的週期是整數的日數，然而實際的陰曆月並不是整數的日數。它可以適用於一年365.25日，採用4 × 19年的卡利巴斯週期（Callippic cycle）的年平均值。
羅馬從第三世紀至457年，採用84年的週期計算復活節的日期。島嶼基督教一直沿用至768年，當時的Bangor主教Bishop Elfodd說服他們採用St Augustine's mission改良的曆法。84年的週期相當4 × 19年的卡利巴斯週期（包括 4 × 7個閏月）加上8年的週期（包括3個閏月），總共1039個月（包括31個閏月）。這給出的年平均為12.3690476…個月，一個週期為30,681日。但比1,039個朔望月短少1.28日，比84個回歸年超出0.66日，比84個恆星年短少0.55日。
繼默冬章之後的下一個近似值（連分數所產生）所採用的是非常敏感的太陰週期（朔望月）與年，特別是年的數值（例如334年的週期）。其他幾種為特定的目的而定義的一年，其近似值可能更精確：例如，353年的週期，包括130個閏月，總月數為4,366個朔望月（12.36827195…），對北半球的春分年會更準確；611年的週期，包括225個閏月，總數7557個朔望月（12.36824877…）對北半球的夏至年有常好的近似；160年的週期，包括59個閏月，總數1,979個朔望月（12.36875）對恆星年（12.3687462856朔望月）有非常好的近似。

## 計算閏月
在所有的陰陽曆，都可以通過以下的計算方法，用近似長度的月和年的日數，獲得插入閏月的粗略頻率： 
- 年：365.25日，月：29.53日
- 365.25 ÷ (12 × 29.53) = 1.0307
- 1 ÷ 0.0307 = 32.57 ：在兩個閏月之間的正常月數
- 32.57 ÷ 12 = 2.7 在閏年之間的年數

一個代表平常月分和閏月的序列是ccLccLcLccLccLccLcL，這就是經典的默冬章（19年7閏）。佛曆和希伯來曆限制閏年只能插入一個閏月；因此在兩個閏月之間的正常月數通常是36個月，偶爾也會只有24個月。由於中國和印度的陰陽曆依據太陽的真實運動，可以插在任何一個月的前面或後面，但通常不會在太陽移動最快的那幾個月（通過近日點的前後，現在大約是1月3日）。這使得兩個閏月之間的正常月數通常大於34個月，而同時較少的月數大約是29個月。

## 與時間無關的陰陽曆
太陽年不能包含整數月數的另一種處理方法是在一年當中通過若干不屬於任何月份的日子。一些海岸薩利希人就是用這樣的曆法。例如，奇黑利斯（Chehalis）以奇努克鮭魚到來產卵的陰曆月（在格里曆的10月）開始計算10個月，然後留下不定的日數，直到下一次奇努克鮭魚的返回。

## 各種陰陽曆

### 格里曆法系列
格里曆中的陰陽曆適用於計算復活節的日期，它的規則參見條目：復活節計算表冊。

### 中華曆法系列

#### 中國
中國歷代之曆法，隨朝代而有不同。見歷代之曆法。

#### 日本
在中國南北朝，中國及日本都曾使用元嘉曆。後來日本有自己的曆法。
- 元嘉曆
- 儀鳳曆（麟德曆）
- 大衍曆
- 五紀曆
- 宣明曆
- 貞享曆
- 寶曆曆
- 寛政曆
- 天保曆

#### 其他
- 朝鮮曆法（日语：朝鮮の暦）
- 蒙古族蒙古曆
- 藏族藏曆

### 巴比倫曆法系列
- 巴比倫曆
- 希伯來曆（又稱猶太曆）
- 古代馬其頓曆（英语：Ancient Macedonian calendar）

### 印度曆法系列
- 阿薩姆曆（英语：Assamese calendar）
- 維克拉姆曆
- 尼瓦曆
- 緬曆
  - 朱拉曆
- 奧迪亞曆（英语：Odia calendar）
- 帕烏孔曆（英语：Pawukon calendar）
- 泰國陰曆
  - 傣族傣曆（又稱小曆或祖臘曆）
- 耆那教日曆（英语：Vira Nirvana Samvat）

### 其他曆法系列
- 阿提卡曆
- 埃及曆法
  - 托勒密曆法
  - 科普特曆
- 印加曆法
- 凱爾特日曆（英语：Celtic calendar）
- 穆伊斯卡日曆（英语：Muisca calendar）
- 尼斯迦日曆（英语：Nisga%27a#Nisga’a_calendar/life）
- 奧吉布瓦日曆（英语：Month#Eastern_Ojibwe_calendar）
- 爪哇曆

## 外部連結
- Lunisolar calendar year 2014 （页面存档备份，存于） (by Serge Bièvre （页面存档备份，存于）)
- Lunisolar Calendar （页面存档备份，存于）
- Calendar studies （页面存档备份，存于）
- Acano by Professor Jose Barrios Garcia
- Acano: a lunar calendar from the Canary Islands （页面存档备份，存于）
- Model of lunisolar calendar based on observation of the sun and moon position （页面存档备份，存于）